# Ба-ван
Ба-ван (кит. трад. 肉圓, піньїнь: ròuyuán) — тайванська вулична їжа.

## Етимологія
Термін «ба-ван» є нестандартною латинізацією, який походить від тайванської мови. У містечку Луган повіту Чжанхуа ба-вани відомі як ба-хо (кит. трад. 肉回, піньїнь: ròuhuí), оскільки вони набувають блокоподібної форми ієрогліфа 回.

## Історія
Вважається, що ба-ван вперше був приготовлений у містечку Бейдоу повіту Чжанхуа писарем на ім'я Фан Ван-чу (范萬居) як їжа для допомоги постраждалим від стихійного лиха, коли регіон постраждав від сильної повені в 1898 році. Відтоді ба-ван поширився в різних регіонах Тайваню, і тепер багато хто вважає його національною їжею, його можна знайти на більшості нічних ринків Тайваню. Традиційна обгортка виготовлялася лише з крохмалю солодкої картоплі. Солодка картопля була домінуючою продовольчою культурою на Тайвані до 1950-х років і традиційно зберігалася шляхом екстракції крохмалю. Інгредієнти ба-вану відображають теруар Тайваню.

## Приготування
Ба-ван — напівпрозоре тісто у формі диска діаметром 6-8 см, виготовлене із крохмалю солодкої картоплі, наповнене гострою начинкою і подається з кисло-солодким соусом. Начинка сильно відрізняється залежно від регіонів Тайваню, але зазвичай складається із суміші свинини, пагонів бамбука та грибів шіїтаке. Ба-ван у стилі Чжанхуа вважається «стандартним» ба-ваном, оскільки це найвідоміший і найбільш широко імітований з усіх стилів ба-вану.
Желатинове тісто виготовляється з комбінації кукурудзяного крохмалю, крохмалю солодкої картоплі та рисового борошна, що надає йому жувальну, липку та желеподібну текстуру (іноді її описують як «К'ю» тайванською мовою) та сіруватий напівпрозорий відтінок. Ба-ван спочатку готують на пару; однак його також можна подавати після обсмаження у фритюрі, щоб надати їм «шкірки», або злегка поширувати в олії, щоб розігріти його, не висушуючи. Завдяки своїй формі його відносно легко готувати та зберігати. Перед подачею його можна знову швидко розігріти в олії.